# Salganea ovalis
Salganea ovalis är en kackerlacksart som beskrevs av Hanitsch 1933. Salganea ovalis ingår i släktet Salganea och familjen jättekackerlackor. Inga underarter finns listade i Catalogue of Life.